# Ligue des champions de l'UEFA 1994-1995
Navigation
Édition précédente Édition suivante
La Ligue des champions 1994-1995 a vu la victoire de l'Ajax Amsterdam face à l'AC Milan.
La compétition s'est terminée le 24 mai 1995 par la finale au Stade Ernst Happel à Vienne.
La Ligue des champions change de formule :
Le nombre total de participants est limité à 24. Les clubs champions des championnats les plus faibles ne peuvent donc pas disputer la Ligue des champions et sont inscrits à la place en coupe UEFA.
La phase de groupes qui se plaçait auparavant au niveau des quarts de finale (8 équipes) se situe désormais au niveau des huitièmes de finale (16 équipes réparties en 4 groupes de 4).
Ce format sera appliqué durant trois saisons (jusqu'en 1996-1997).

## Participants
|     | Tenant du titre et Italie | Portugal         | Allemagne     | Russie         |
| --- | ------------------------- | ---------------- | ------------- | -------------- |
| 1er | AC Milan                  | Benfica Lisbonne | Bayern Munich | Spartak Moscou |

|     | Belgique       | Angleterre        | Espagne      | Pays-Bas       |
| --- | -------------- | ----------------- | ------------ | -------------- |
| 1er | RSC Anderlecht | Manchester United | FC Barcelone | Ajax Amsterdam |

| Tour préliminaire | Tour préliminaire |
| --- | --- |
| - France : Paris Saint-Germain - Écosse : Rangers FC - Suède : IFK Göteborg - Ukraine : Dynamo Kiev - Autriche : Austria Salzburg - Suisse : Servette FC - Pologne : Legia Varsovie - Croatie : Hajduk Split | - Grèce : AEK Athènes - Danemark : Silkeborg IF - Israël : Maccabi Haïfa - Luxembourg : FC Avenir Beggen - Turquie : Galatasaray SK - Roumanie : Steaua Bucarest - Hongrie : Váci FC Samsung - République Tchèque : Sparta Prague |

## Tour préliminaire
Les huit clubs des championnats les mieux classés à l'indice UEFA sont exemptés de premier tour et directement qualifiés pour le tour principal. Les seize autres se disputent les huit places restant à pourvoir en phase de poules : les huit vainqueurs sont qualifiés tandis que les huit perdants disputent la Coupe UEFA.
| Équipe 1         | Résultat | Équipe 2       | Aller | Retour |
| ---------------- | -------- | -------------- | ----- | ------ |
| FC Avenir Beggen | 1 - 9    | Galatasaray SK | 1 - 5 | 0 - 4  |
| Sparta Prague    | 1 - 2    | IFK Göteborg   | 1 - 0 | 0 - 2  |

- note : Galatasaray et Göteborg disputeront la phase suivante dans le groupe A

| Équipe 1     | Résultat | Équipe 2        | Aller | Retour |
| ------------ | -------- | --------------- | ----- | ------ |
| Silkeborg IF | 1 - 3    | Dynamo Kiev     | 0 - 0 | 1 - 3  |
| Paris SG     | 5 - 1    | Váci FC Samsung | 3 - 0 | 2 - 1  |

- note : Kiev et Paris SG disputeront la phase suivante dans le groupe B

| Équipe 1        | Résultat | Équipe 2                    | Aller | Retour |
| --------------- | -------- | --------------------------- | ----- | ------ |
| Legia Varsovie  | 0 - 5    | Hajduk Split                | 0 - 1 | 0 - 4  |
| Steaua Bucarest | 5 - 2    | Servette Football Club 1890 | 4 - 1 | 1 - 1  |

- note : Split et Bucarest disputeront la phase suivante dans le groupe C

| Équipe 1      | Résultat | Équipe 2             | Aller | Retour |
| ------------- | -------- | -------------------- | ----- | ------ |
| AEK Athènes   | 3 - 0    | Glasgow Rangers      | 2 - 0 | 1 - 0  |
| Maccabi Haïfa | 2 - 5    | SV Austria Salzbourg | 1 - 2 | 1 - 3  |

- note : AEK Athènes et Glasgow Rangers disputeront la phase suivante dans le groupe D

## Phase de groupes

### Groupe A
| Rang | Équipe            | Pts | J | G | N | P | Bp | Bc | Diff |  | Résultats (▼ dom., ► ext.) |     |     |     |     |
| ---- | ----------------- | --- | - | - | - | - | -- | -- | ---- |  | -------------------------- | --- | --- | --- | --- |
| 1    | IFK Göteborg      | 9   | 6 | 4 | 1 | 1 | 10 | 7  | +3   |  | IFK Göteborg               |     | 2-1 | 3-1 | 1-0 |
| 2    | FC Barcelone      | 6   | 6 | 2 | 2 | 2 | 11 | 8  | +3   |  | FC Barcelone               | 1-1 |     | 4-0 | 2-1 |
| 3    | Manchester United | 6   | 6 | 2 | 2 | 2 | 11 | 11 | 0    |  | Manchester United          | 4-2 | 2-2 |     | 4-0 |
| 4    | Galatasaray       | 3   | 6 | 1 | 1 | 4 | 3  | 9  | -6   |  | Galatasaray                | 0-1 | 2-1 | 0-0 |     |

### Groupe B
| Rang | Équipe         | Pts | J | G | N | P | Bp | Bc | Diff |  | Résultats (▼ dom., ► ext.) |     |     |     |     |
| ---- | -------------- | --- | - | - | - | - | -- | -- | ---- |  | -------------------------- | --- | --- | --- | --- |
| 1    | Paris SG       | 12  | 6 | 6 | 0 | 0 | 12 | 3  | +9   |  | Paris SG                   |     | 2-0 | 4-1 | 1-0 |
| 2    | Bayern Munich  | 6   | 6 | 2 | 2 | 2 | 8  | 7  | +1   |  | Bayern Munich              | 0-1 |     | 2-2 | 1-0 |
| 3    | Spartak Moscou | 4   | 6 | 1 | 2 | 3 | 8  | 12 | -4   |  | Spartak Moscou             | 1-2 | 1-1 |     | 1-0 |
| 4    | Dynamo Kiev    | 2   | 6 | 1 | 0 | 5 | 5  | 11 | -6   |  | Dynamo Kiev                | 1-2 | 1-4 | 3-2 |     |

### Groupe C
| Rang | Équipe           | Pts | J | G | N | P | Bp | Bc | Diff |  | Résultats (▼ dom., ► ext.) |     |     |     |     |
| ---- | ---------------- | --- | - | - | - | - | -- | -- | ---- |  | -------------------------- | --- | --- | --- | --- |
| 1    | Benfica Lisbonne | 9   | 6 | 3 | 3 | 0 | 9  | 5  | +4   |  | Benfica Lisbonne           |     | 2-1 | 2-1 | 3-1 |
| 2    | Hajduk Split     | 6   | 6 | 2 | 2 | 2 | 5  | 7  | -2   |  | Hajduk Split               | 0-0 |     | 1-4 | 2-1 |
| 3    | Steaua Bucarest  | 5   | 6 | 1 | 3 | 2 | 7  | 6  | +1   |  | Steaua Bucarest            | 1-1 | 0-1 |     | 1-1 |
| 4    | RSC Anderlecht   | 4   | 6 | 0 | 4 | 2 | 4  | 7  | -3   |  | RSC Anderlecht             | 1-1 | 0-0 | 0-0 |     |

### Groupe D
- Lors de la deuxième journée du groupe D, Otto Konrad, gardien de Salzbourg, a reçu sur la tête une bouteille venant du bloc de supporters milanais. Les deux points de la victoire ont été retirés à l’AC Milan. Cette sanction est finalement sans incidence au classement, l'AC Milan conservant sa deuxième place avec 5 points au lieu de 7.

| Rang | Équipe            | Pts | J | G | N | P | Bp | Bc | Diff |  | Résultats (▼ dom., ► ext.) |     |     |     |     |
| ---- | ----------------- | --- | - | - | - | - | -- | -- | ---- |  | -------------------------- | --- | --- | --- | --- |
| 1    | Ajax Amsterdam    | 10  | 6 | 4 | 2 | 0 | 9  | 2  | +7   |  | Ajax Amsterdam             |     | 2-0 | 1-1 | 2-0 |
| 2    | AC Milan          | 5-2 | 6 | 3 | 1 | 2 | 6  | 5  | +1   |  | AC Milan                   | 0-2 |     | 3-0 | 2-1 |
| 3    | Austria Salzbourg | 5   | 6 | 1 | 3 | 2 | 4  | 6  | -2   |  | Austria Salzbourg          | 0-0 | 0-1 |     | 0-0 |
| 4    | AEK Athènes       | 2   | 6 | 0 | 2 | 4 | 3  | 9  | -6   |  | AEK Athènes                | 1-2 | 0-0 | 1-3 |     |

## Quarts de finale
| \| Bayern Munich FC Barcelone Paris SG AC Milan Ajax Amsterdam Benfica Lisbonne IFK Göteborg Hajduk Split \| Quarts-de-finalistes Demi-finalistes Finaliste Vainqueur |
| Bayern Munich FC Barcelone Paris SG AC Milan Ajax Amsterdam Benfica Lisbonne IFK Göteborg Hajduk Split                                                                |

| Équipe 1      | Résultat | Équipe 2         | Aller | Retour |
| ------------- | -------- | ---------------- | ----- | ------ |
| FC Barcelone  | 2 - 3    | Paris SG         | 1 - 1 | 1 - 2  |
| Bayern Munich | E 2 - 2  | IFK Göteborg     | 0 - 0 | 2 - 2  |
| Hajduk Split  | 0 - 3    | Ajax Amsterdam   | 0 - 0 | 0 - 3  |
| AC Milan      | 2 - 0    | Benfica Lisbonne | 2 - 0 | 0 - 0  |

## Demi-finales
| Équipe 1      | Résultat | Équipe 2       | Aller | Retour |
| ------------- | -------- | -------------- | ----- | ------ |
| Bayern Munich | 2 - 5    | Ajax Amsterdam | 0 - 0 | 2 - 5  |
| Paris SG      | 0 - 3    | AC Milan       | 0 - 1 | 0 - 2  |

## Finale
Cette finale est historique. Plus de vingt ans après, l'Ajax soulève de nouveau le plus prestigieux trophée européen. On retiendra surtout la formidable génération de jeunes joueurs formés au club qui a fait triompher l'Ajax Amsterdam en 1995 : Van der Sar, Reiziger, Bogarde, Davids, Seedorf, Finidi, Ronald et Franck de Boer et Patrick Kluivert. Encadrés par des anciens comme Franck Rijkaard ou Danny Blind, cette équipe a pratiqué un football offensif qui apportait un élan de jeunesse à un football européen des années 1990 plutôt défensif. En marquant le but de la victoire en finale, Patrick Kluivert devient le plus jeune buteur d'une finale de Ligue des champions à 18 ans (il fêtera ses 19 ans le 1er juillet).
| Entraîneur :   |
| Louis van Gaal |

| Entraîneur :  |
| Fabio Capello |

| Entraîneur :   |
| Louis van Gaal |

| Entraîneur :  |
| Fabio Capello |